# Myszyniec (stacja kolejowa)
Myszyniec – zlikwidowana wąskotorowa stacja kolejowa w Myszyńcu, w województwie mazowieckim, w Polsce.